# You Belong to Me

You Belong to Me est un film américain réalisé en 1934 par Alfred L. Werker.

## Synopsis
Florette Faxon, une artiste de vaudeville, épouse l'acrobate Hap Stanley mais son fils Jimmy déteste son beau-père et préfére passer son temps Bud Hannigan un autre comédien.

## Fiche technique
- Réalisation : Alfred L. Werker
- Scénario : Elizabeth Alexander, Walter DeLeon, Grover Jones, William Slavens McNutt
- Photographie : Leo Tover
- Musique : Milan Roder, Heinz Roemheld (non crédités)
- Costumes : Edith Head
- Production : Paramount Pictures
- Durée : 67 min
- Pays d'origine : États-Unis
- Genre : drame, noir et blanc

## Distribution
- Lee Tracy : Bud Hannigan
- Helen Mack : Florette Faxon
- Helen Morgan : Bonnie Kay
- David Holt : Jimmy Faxon
- Arthur Pierson : Hap Stanley
- Lynne Overman : Brown
- Edwin Stanley : Major Hurley
- Irene Ware : Lila Lacey